# Lijst van nummer 1-hits in de 3FM Mega Top 50 in 2003
Deze hits stonden in 2003 op nummer 1 in de Mega Top 50, de hitlijst van de Nederlandse radiozender 3FM.
| Datum        | Artiest                              | Titel                               |
| ------------ | ------------------------------------ | ----------------------------------- |
| 4 januari    | Eminem                               | Lose Yourself                       |
| 11 januari   | Eminem                               | Lose Yourself                       |
| 18 januari   | Eminem                               | Lose Yourself                       |
| 25 januari   | Eminem                               | Lose Yourself                       |
| 1 februari   | Eminem                               | Lose Yourself                       |
| 8 februari   | Blue, Elton John                     | Sorry Seems to Be the Hardest Word  |
| 15 februari  | Blue, Elton John                     | Sorry Seems to Be the Hardest Word  |
| 22 februari  | Blue, Elton John                     | Sorry Seems to Be the Hardest Word  |
| 1 maart      | Blue, Elton John                     | Sorry Seems to Be the Hardest Word  |
| 8 maart      | Gareth Gates                         | Anyone of Us (Stupid Mistake)       |
| 15 maart     | Gareth Gates                         | Anyone of Us (Stupid Mistake)       |
| 22 maart     | Gareth Gates                         | Anyone of Us (Stupid Mistake)       |
| 29 maart     | Jamai                                | Step Right Up                       |
| 5 april      | Jamai                                | Step Right Up                       |
| 12 april     | Jamai                                | Step Right Up                       |
| 19 april     | Jamai                                | Step Right Up                       |
| 26 april     | Jamai                                | Step Right Up                       |
| 3 mei        | Jamai                                | Step Right Up                       |
| 10 mei       | Jim Bakkum                           | Tell Her                            |
| 17 mei       | Jim Bakkum                           | Tell Her                            |
| 24 mei       | Jim Bakkum                           | Tell Her                            |
| 31 mei       | Jim Bakkum                           | Tell Her                            |
| 7 juni       | Jim Bakkum                           | Tell Her                            |
| 14 juni      | Sean Paul                            | Get Busy                            |
| 21 juni      | The Underground Project, The Sunclub | Summer Jam 2003                     |
| 29 juni      | The Underground Project, The Sunclub | Summer Jam 2003                     |
| 5 juli       | The Underground Project, The Sunclub | Summer Jam 2003                     |
| 12 juli      | The Underground Project, The Sunclub | Summer Jam 2003                     |
| 19 juli      | The Underground Project, The Sunclub | Summer Jam 2003                     |
| 26 juli      | The Underground Project, The Sunclub | Summer Jam 2003                     |
| 2 augustus   | The Underground Project, The Sunclub | Summer Jam 2003                     |
| 9 augustus   | Jim Bakkum                           | This Love is Real                   |
| 16 augustus  | Jim Bakkum                           | This Love is Real                   |
| 23 augustus  | Lumidee                              | Never Leave You (uh oooh, uh oooh)  |
| 30 augustus  | Lumidee                              | Never Leave You (uh oooh, uh oooh)  |
| 6 september  | Ch!pz                                | Ch!pz in Black (Who You Gonna Call) |
| 13 september | Ch!pz                                | Ch!pz in Black (Who You Gonna Call) |
| 20 september | Ch!pz                                | Ch!pz in Black (Who You Gonna Call) |
| 27 september | Ch!pz                                | Ch!pz in Black (Who You Gonna Call) |
| 4 oktober    | The Black Eyed Peas                  | Where is the Love?                  |
| 11 oktober   | DJ Tiësto                            | Traffic                             |
| 18 oktober   | Nena, Kim Wilde                      | Anyplace, Anywhere, Anytime         |
| 25 oktober   | Nena, Kim Wilde                      | Anyplace, Anywhere, Anytime         |
| 1 november   | Nena, Kim Wilde                      | Anyplace, Anywhere, Anytime         |
| 8 november   | Nena, Kim Wilde                      | Anyplace, Anywhere, Anytime         |
| 15 november  | Ch!pz                                | Cowboy                              |
| 22 november  | Ch!pz                                | Cowboy                              |
| 29 november  | Ch!pz                                | Cowboy                              |
| 6 december   | Frans Bauer                          | Heb je even Voor Mij                |
| 13 december  | Frans Bauer                          | Heb je even Voor Mij                |
| 20 december  | Frans Bauer                          | Heb je even Voor Mij                |
| 27 december  | Frans Bauer                          | Heb je even Voor Mij                |